# Usine Fiat-Goiana

L'usine FIAT-Goiana est une usine importante du constructeur automobile italien FIAT, filiale de FIAT Automobiles Group. C'est le troisième plus important site industriel du groupe italien destiné à la production automobile. Il est implanté au Brésil sur la commune Goiana, tout près de la ville de Recife dans l'État de Pernambuco. Elle dispose d'une capacité de production de plus de 250 000 véhicules par an avec une cadence de 1 000 exemplaires par jour.

## Histoire
La construction de l'usine a commencé en 2013 et a été inaugurée le 28 avril 2015. Après la période de rodage des installations industrielles pendant laquelle les exemplaires de pré-série ont été fabriqués, la première voiture de série qui est sortie de l'usine fut la Jeep Renegade le 18 février 2015. Se succéderont très rapidement dès l'automne 2015 le FIAT Toro, un SUV présenté le 14 octobre 2015 et le RAM Rampage à partir du 6 juin 2023. 
Pour faire face à la saturation du site historique FIAT Betim et à l'augmentation constante de la demande, FIAT a décidé de construire ce deuxième site industriel au Brésil. En 2013, la première pierre de la nouvelle usine de Goiana, qui représente un investissement de 2,5 milliards d'€uros, a été posée. 
Elle permet d'augmenter la production de véhicules du groupe FIAT de 250 000 unités par an, pour atteindre une capacité de production annuelle au Brésil de 1 150 000 en 2016. 16 fournisseurs agréés se sont installés sur le site pour assurer l'approvisionnement en flux tendu des composants. Plus de 1 000 nouveaux salariés ont été formés dans l'usine de FIAT-Melfi, en Italie.
Depuis le milieu de l'année 2015, l'usine de Goiana dispose d'une ligne complète de production où peuvent être fabriqués quatre modèles différents comprenant plus de 20 versions destinées au marché brésilien et à l'exportation vers tous les pays d'Amérique Latine et l'Afrique. Sa production quotidienne moyenne atteint les 1 000 exemplaires complets. 

### Quelques chiffres
L'usine FIAT de Goiana comprend une surface couverte de 260 000 m2 pour le constructeur Fiat et des bâtiments annexes de 270 000 m2 pour les ateliers des 16 fournisseurs. Elle occupera, lorsqu'elle sera en pleine activité (2016) 9 000 salariés dont 3 300 chez Fiat, 4 900 chez les fournisseurs et 850 dans les services connexes.
L'usine comprend 700 robots produits par la société italienne FIAT COMAU, 650 pour la tôlerie, 40 pour la peinture et 10 pour le montage. L'usine fonctionnera 6 jours sur 7, soit 300 jours par an.

## Production
Les modèles de voitures particulières produites dans l'usine de Goiana :
- FIAT Toro SUV pick-up,
- RAM Rampage

### Auto in produzione
| Photo | Marque | Modèle         | Début production |
| ----- | ------ | -------------- | ---------------- |
|       | Jeep   | Renegade (521) | 2015             |
|       | FIAT   | Toro           | 2016             |
|       | RAM    | 1000           | 2016             |
|       | Jeep   | Compass        | 2016             |
|       | Jeep   | Commander      | 2021             |
|       | RAM    | Rampage        | 2023             |